# Klanice
Klanice (olaszul: Clanizze) falu Horvátországban Tengermellék-Hegyvidék megyében. Közigazgatásilag Dobrinjhoz tartozik.

## Fekvése
Krk belsejében, községközpontjától 2 km-re nyugatra a Dobrinjjal szembeni magaslaton fekszik. Köztük fekszik a Dobrinji mező (Dobrinjsko polje), a legközelebbi tengerpart a Soline-öböl 3 km-re fekszik innen.

## Története
A település neve valószínűleg azokkal a kátyúkkal (klanci) van összefüggésben, melyek a Klanicét Dobrinjjal összekötő makadámúton találhatók. A korabeli források alapján megállapítható, hogy a falu már a középkorban is létezett, a századok során azonban teljesen összenőtt a szomszédos Tribuljéval. A sziget 1480-tól közvetlenül Velencei Köztársasághoz tartozott. A napóleoni háborúk egyik következménye a 18. század végén a Velencei Köztársaság megszűnése volt. Napóleon bukása után Krk is osztrák kézre került, majd a 19. század folyamán osztrák uralom alatt állt. 1867-től 1918-ig az Osztrák-Magyar Monarchia része volt. 1890-ben 89, 1910-ben 66 lakosa volt. Az Osztrák–Magyar Monarchia bukását rövid olasz uralom követte, majd a település a Szerb–Horvát–Szlovén Királyság része lett. A második világháború idején előbb olasz, majd német csapatok szállták meg. A háborút követően újra Jugoszlávia, majd az önálló horvát állam része lett. 2011-ben 49 lakosa volt, akik régebben főként mezőgazdaságból éltek, melyhez a Dobrinji mező ideális körülményeket nyújtott. Ma inkább gyümölcstermesztéssel, olajpréseléssel foglalkoznak, emellett főként a turizmusból élnek.

## Lakosság
| Lakosság változása | Lakosság változása | Lakosság változása | Lakosság változása | Lakosság változása | Lakosság változása | Lakosság változása | Lakosság változása | Lakosság változása | Lakosság változása | Lakosság változása | Lakosság változása | Lakosság változása | Lakosság változása | Lakosság változása | Lakosság változása |
| ------------------ | ------------------ | ------------------ | ------------------ | ------------------ | ------------------ | ------------------ | ------------------ | ------------------ | ------------------ | ------------------ | ------------------ | ------------------ | ------------------ | ------------------ | ------------------ |
| 1857               | 1869               | 1880               | 1890               | 1900               | 1910               | 1921               | 1931               | 1948               | 1953               | 1961               | 1971               | 1981               | 1991               | 2001               | 2011               |
| 0                  | 0                  | 0                  | 89                 | 75                 | 66                 | 98                 | 90                 | 79                 | 70                 | 65                 | 51                 | 47                 | 48                 | 42                 | 49                 |